# Medalha Albrecht von Graefe
A Medalha Albrecht von Graefe (em alemão:  Albrecht-von-Graefe-Medaille) é uma condecoração para méritos especiais em ciências, pesquisa e ensino médico.
A Berliner Medizinische Gesellschaft concede esta medalha científica em intervalos irregulares desde 1981, que leva o nome do fundador da área da oftalmologia, o médico alemão Albrecht von Graefe, que foi também o primeiro presidente da sociedade.

## Medalha
O anverso mostra um retrato de Albrecht von Graefe de perfil, bem como seu nome e datas de vida inscritos. As palavras “Berliner Medizinische Gesellschaft” estão gravadas em letras maiúsculas no reverso.

## Recipientes
- 1981: R. Walter Schlesinger
- 1981: Hans Herken
- 1983: Ernst Ruska
- 1984: Heinz-Günter Wittmann
- 2002: Robert Gallo[2]
- 2003: Helmut Kewitz
- 2005: Klaus Aktories
- 2006: Hans Scherer
- 2008: Günter Stock
- 2010: Ivar Roots
- 2015: Gerd-Rüdiger Burmester
- 2017: Michael Foerster
- 2021: Lothar H. Wieler[3]